# 이아진 (배우)
이아진(본명: 최아진, 본래 1991년 2월 4일~)은 대한민국의 배우이다.

## 주요 경력
1995년 아역 모델로 데뷔하여  2006년 9월 고1 때 모델로 데뷔하였고 2007년 3월 고2 때 연극 배우로 데뷔하였고 2008년 고3때 MBC 특별 기획 드라마 《나도 잘 모르지만》으로 배우 정식 데뷔하였다.

## 학력
- 진선여자고등학교 2006년 ~ 2009년
- 동덕여자대학교 방송연예학 (학사)

## 출연 작품

### 드라마
- 2008년 MBC 청소년드라마 《나도 잘 모르지만》 ... 이주원 역
- 2008년 KBS 주말연속극 《내 사랑 금지옥엽》 ... 미리 역
- 2009년 MBC 일일연속극 《사랑해, 울지마》
- 2009년 MBC 주말 특별 기획 드라마《보석 비빔밥》 ... 서끝순 역
- 2010년 MBC 대하드라마 《김수로》 ... 버들 역
- 2012년 TV조선 미니시리즈 《프로포즈 대작전》 ... 유빈 역
- 2012년 OCN 미니시리즈 《뱀파이어 검사 2》
- 2014년~2015년 MBC 주말특별기획 《전설의 마녀》 ... 배청자의 딸 역
- 2016년 OCN 일요드라마 《뱀파이어 탐정》 ... 미소 역
- 2017년 JTBC 금토드라마 《맨투맨》 ... 손정혜 분장 역
- 2018년 OCN 주말드라마 《작은 신의 아이들》
- 2018년 JTBC 월화드라마 《으라차차 와이키키》
- 2018년 KBS 수목드라마 《슈츠》
- 2018년 MBC 월화미니시리즈 《검법남녀》 ... 홍선자 역
- 2019년 SBS 금토드라마 《의사요한》 ... 소아 당뇨병 아이 엄마 역
- 2023년 JTBC 수목드라마 《나쁜 엄마》 ... 강호 맞선녀 역 (특별출연)

### 영화
- 2008년 《가벼운 잠》 ... 열린 역
- 2010년 《고사 두 번째 이야기: 교생실습》 ... 지윤 역

### 뮤직비디오
- 2010년 PK헤만 - 내 사랑 그대야
- 자전거 탄 풍경 - 그래서 그랬던거야
- 2013년 유승우 - 유후
- 2014년 정준영, 윤하 - 달리함께

## 방송
- 2010년 MBC 《야구 읽어주는 남자》 ... MC

### 광고
- 엘리트
- 도코러브소프
- 스타샵
- 빈폴
- 바이크리헤어샵

## 수상
- 2009년 제2회 코리아 주니어 스타어워즈 영화 부문 신인상[1]